# Puigmal
El Puigmal (en  francés Puymal) llamado también Puigmal de Er (en catalán Puigmal d'Er, en francés Puymal d'Err) en la Alta Cerdaña, es la segunda montaña más alta de la provincia de Gerona (2910 m s. n. m.), situada en la frontera de España con Francia.

## Descripción
Localizado entre los términos municipales de Queralbs (Ripollés, Gerona) y Err (Alta Cerdaña, Pirineos Orientales) es la más alta de las cumbres que configuran la denominada Gran Olla que rodea el Valle de Nuria. Es una cima ancha y redondeada; su ascensión es sencilla si las condiciones climáticas no son muy adversas. En su cumbre se encuentra una cruz de hierro fraguado con los símbolos del santuario de Núria (una olla y una campana) y una placa con versos de Jacint Verdaguer. En la cima hay un pilón de hormigón que le corresponde por ser vértice geodésico.

## Rutas

### Ruta clásica
Empieza en Queralbs desde donde se coge el Camino Viejo o Camí dels Peregrins (GR-11) y que, en unas dos horas y media, aproxima hasta el santuario de Nuria. El camino transcurre zigzagueante entre robledales y sotobosques de encinas en las zonas más húmedas. Más arriba se cruza con torrentes que forman gargantas entre grandes paredes rocosas. Opcionalmente se puede usar el cremallera de Nuria, inaugurado en 1931.
Desde el santuario, empieza un camino sencillo dirección oeste atravesando el bosque de Sant Gil, desde donde se sigue el curso del torrente adentrándose en la coma de l'Embut y llegando finalmente a un pluviómetro. A partir de aquí el camino se vuelve más rocoso con pendiente más pronunciada y una tartera. Una vez llegado a la cruz de la cumbre han sido cubiertos unos 1000 metros de desnivel desde el Santuario de Nuria en unas dos horas. Se puede contemplar el valle de Nuria y el santuario de Nuria, desde donde destaca su estanque.

### Ruta de Fontalba

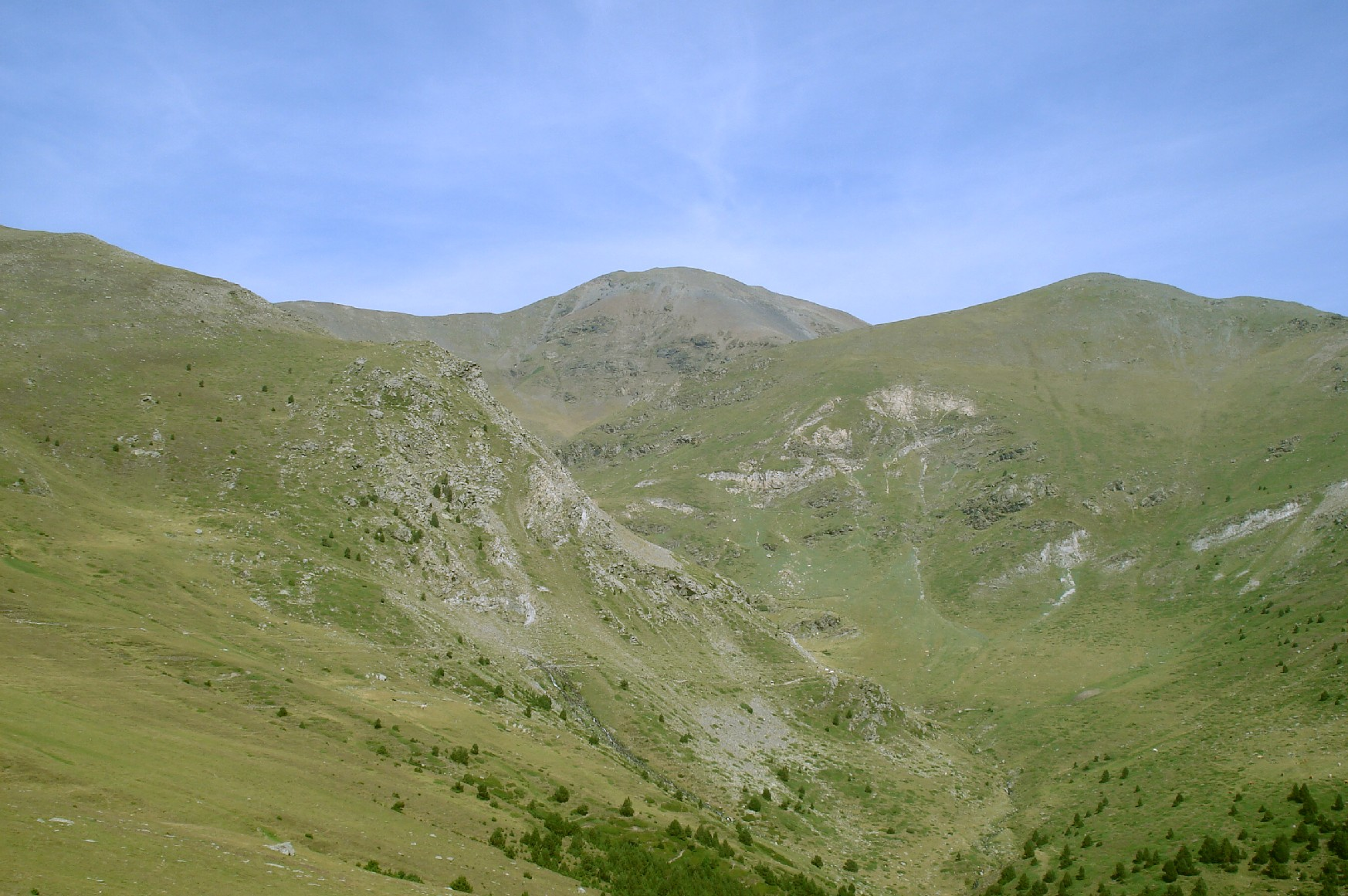
El Puigmal desde Fontalba.

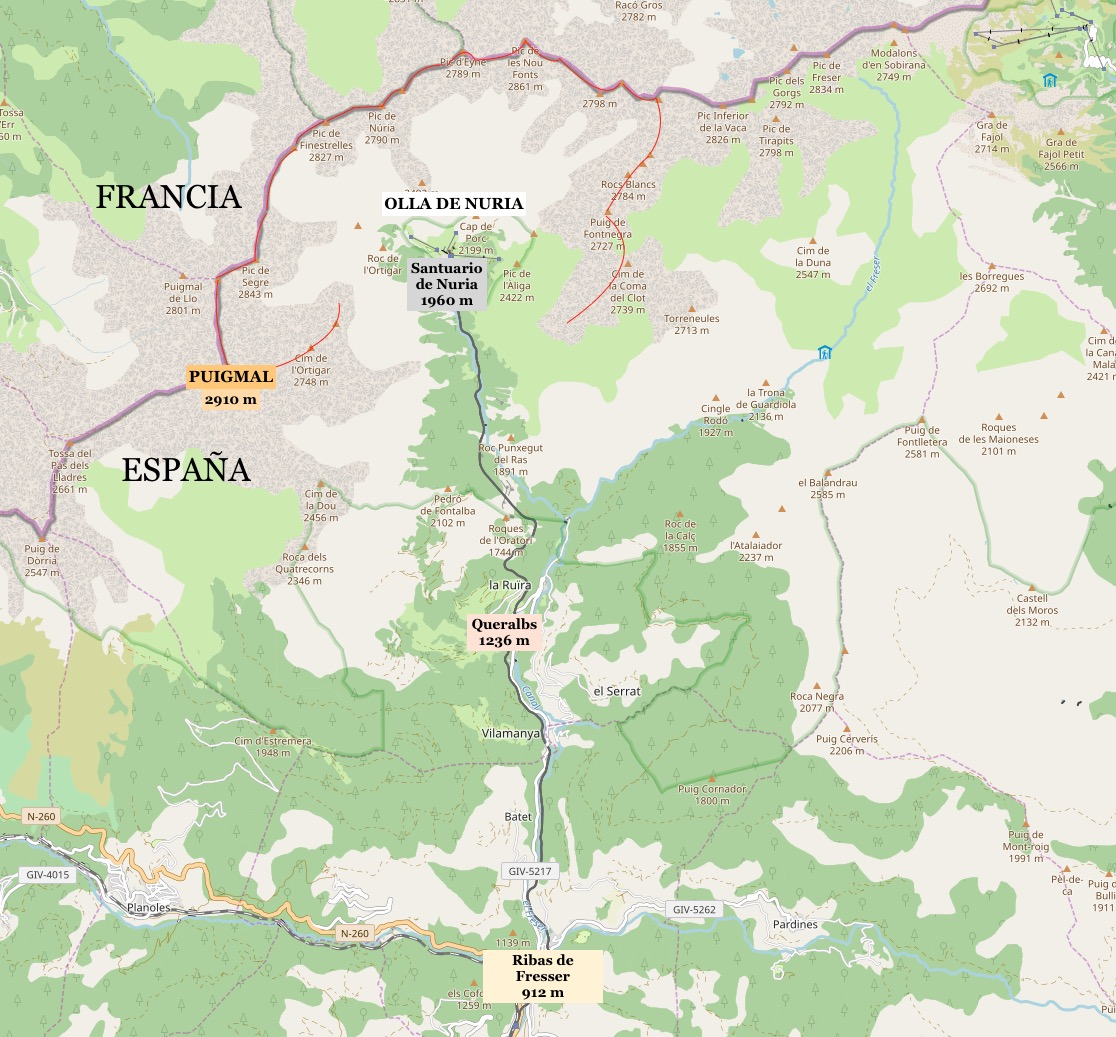
La montaña del Puigmal en el valle del Fresser

Desde Queralbs se coge la pista que lleva a Fontalba (de unos 11 km) continuando por una cresta herbada hasta la cumbre de la Dou, a unos 2200 metros. Tras una larga aproximación en dirección noroeste, a proximidad de la cumbre del Borrut, hace falta reseguir la cresta por un camino bastante pedregoso. Finalmente se llega al tramo final de la ascensión y se corona tras unas dos horas.

### Ruta desde el collado de las Barracas
Desde Planolas se toma una carretera que en 9 kilómetros conduce a 1900 m de altitud, al Collado de las Barracas (Collet de les Barraques), quedando el Puigmal en frente. Se continua siguiendo la alambrada del ganado (hacia el norte-este) por el lado sur entre el bosque, encontrando señales de recorrido local (blancas-verdes) que indican el camino de Planolas a Nuria (con señales de PR). Continuando se llega a una zona despejada de bosque, el Roc Blanc. Siguiendo con la ruta se sale finalmente del bosque llegando al llano de los Ventolanesos, con la sierra la Vacarissa o de Estremera en frente; se continua ascendiendo, en dirección norte, pasando por la barraca del Teixidor. A partir de aquí el ascenso pasada una cuesta, es más suave. Se llega al Pas dels Lladres (2540 m). A partir de aquí se sigue la pista de la derecha o bien atravesando las pistas de esquí de la estación "Cerdagne-Puigmal 2900", llegando a la cima en unas 3 horas.